# Jóhanna Guðrún Jónsdóttir
Jóhanna Guðrún Jónsdóttir poznatija kao Yohanna (Kopenhagen, 16. listopada 1990.) je islandska pjevačica koja je predstavljala Island na Euroviziji 2009. u Moskvi. s pjesmom Is It True?.

## Životopis
Yohanna je rođena 1990., a dvije godine poslije preselila je s roditeljima u Reykjavík. Kada je imala 8 godina preselila je s roditeljima na jugozapadni dio Islanda u grad Hafnarfjörður. Tada se otkrio njezin talent. Profesorica je između 700 djece odabrala nju. S 9 godina izdala je prvi album, te je na Islandu postala dječja zvijezda.
Kada je 2003. izdala treći album, otišla je u New York i Los Angeles, gdje se kratko udaljila od pjevanja. Kasnije je živjela u Danskoj. 2008. se vratila glazbi, te prvi put kao odrasla izdala album Butterflies and Elvis i vratila se na Island.
2009. je odabrana da predstavlja Island na Euroviziji s pjesmom Is It True?. 12. svibnja 2009. kvalificirala se u finale. U finalu Eurosonga 2009 osvojila drugo mjesto iza predstavnika Norveške.